# Корнелий Фуск
Корнелий Фуск (на латински: Cornelius Fuscus; † 86 г.) е римски военачалник през втората половина на 1 век.
Произлиза от сенаторска фамилия, но започва кариерата си като конник. През 68 г. убеждава родния си град да бъде на страната на Галба. От благодарност Галба го назначава като прокуратор на провинция Илирикум и управител на Панония. През 69 г. флотата в Равена го издига за неин префект. По времето на император Домициан той e преториански префект (от 81 до 86 г.) и е в кръга на съветниците на императора.
През 86 г. той командва войската на V легион „Чучулигите“ в боевете против даките на крал Децебал на Дунава в Мизия и е убит. Марциал (6,76) пише за него епитафия, гробно стихотворение.